# شبکه عصبی کپسول
 شبکه عصبی کپسول(به انگلیسی: (Capsule Neural Network (CapsNet) یک سیستم یادگیری ماشین است که یک نوع شبکه عصبی مصنوعی (ANN) است که می‌تواند مورد استفاده قرار گیرد برای مدل کردن بهتر روابط سلسله مراتبی است. این رویکرد تلاشی برای نزدیک‌تر کردن تقلید ساختار زیستی عصبی است.
ایده این است که برای اضافه کردن ساختارهایی به نام کپسول به شبکه‌های عصبی کانولوشن (CNN) و به استفاده مجدد خروجی از چند تا از این کپسول به فرم با ثبات‌تر (با توجه به آشفتگی) قابل ارائه برای کپسول‌های مرتبه بالاتر. خروجی یک وکتور متشکل از احتمال مشاهده و ژست (موقعیت، اندازه، جهت) که برای مشاهده. این وکتور شبیه به آنچه که برای مثال در هنگام انجام طبقه‌بندی با محلی سازی در CNNها انجام می‌شود است.
از جمله دیگر مزایای شبکه‌های کپسول می‌توان به «مشکل پیکاسو» در تشخیص پرونده: تصاویر دارای تمامی بخش‌های درست هستند ولی در رابطه فضایی درستی قرار ندارند (برای مثال: در یک چهره، موقعیت بینی و یک چشم جایشان عوض شده باشد). برای تشخیص تصویر، شبکه‌های کپسول از این حقیقت استخراج شده استفاده می‌کنند که در زمان تغییر نقطه دید، تغییرات تاثیر غیرخطی در سطح پیکسل و تاثیر خطی در سطح اجزا/اشیا دارند. این را می‌توان در مقایسه با رندر یک شی از چند بخش مقایسه کرد.

## تاریخچه
در سال ۲۰۰۰ جفری هینتون و همکارانش. یک سیستم تصویربرداری که در ترکیب بخش‌بندی و تشخیص به یک استنتاج با استفاده از فرایند تجزیه درختان می‌پرداخت. به اصطلاح شبکه‌های اعتبار توصیف شده توزیع مشترکی بر روی متغیرهای پنهان و تجزیه درختان ممکن بود؛ که آن سیستم مفید بودن خود را در پایگاه داده ارقام دست‌نوشته MNIST ثابت نمود.